# Een schot in de roos
Een schot in de roos is het vierde deel van de Nederlandse detectiveserie De Waal en Baantjer. Het is, na het overlijden van co-auteur Appie Baantjer in augustus 2010, het eerste boek dat alleen door Simon de Waal werd geschreven. Het idee voor het boek kwam van Baantjer en De Waal samen.

## Samenvatting
De twee rechercheurs van deze detectiveserie zijn:
- Peter van Opperdoes. Na 25 jaar recherchewerk aan het bureau Warmoesstraat heeft hij overplaatsing gevraagd naar Politiebureau Raampoort aan de Marnixstraat. Hij woont aan de Brouwersgracht en is onlangs kinderloos weduwnaar geworden. Hij meent nog goed contact met zijn overleden vrouw te hebben.
- Jacob. Rechercheur van bureau Raampoort. Hij is getrouwd en heeft twee kinderen. Het bureau Raampoort ziet onder andere toe op de Amsterdamse volkswijk De Jordaan.

## Verhaal
Peter van Opperdoes rondt een moeizaam maar positief beoordelingsgesprek af met commissaris Van Straaten. Op de balie van de wachtcommandant rinkelt een door een stadsschoonmaakploeg gevonden mobiele telefoon. Peter neemt op met ”Hallo” en even later is hij samen met collega Jacob in gesprek met Diana Welling. Zij belde naar de telefoon van haar zoon Michael Zand, die al 3 dagen spoorloos is. Ze is gescheiden van Frits Zand, een vaag figuur uit de Amsterdamse onderwereld, die Peter wel kent.
In een verlaten fabriekspand aan de Lijnbaansgracht wordt het lijk gevonden van een onbekende man met afgesneden vingertoppen. Drie schoten, waarvan twee in het hart en een er vlak naast. "Een schot in de roos", mompelt Peter. In zijn zakken vinden ze het telefoonnummer van Michael Zand en een pilletje. De verlaten fabriek lijkt volgens de wijkagent onder officieus toezicht te staan van ene Menno Post, die er dingen laat gebeuren die het daglicht niet kunnen verdragen. Volgens de schouwarts Cathelijne de Wind was het slachtoffer ongeveer 3 dagen dood.
Terug aan het bureau komt Diana Welling melden dat haar zoon haar gebeld heeft vanuit Parijs. Peter denkt dat ze liegt maar laat haar toch het bureau uitlopen. Als Michael betrokken zou zijn bij een moord hoeft een moeder toch al niet te getuigen wegens haar verschoningsrecht. ’s Avonds bij zijn woonhuis wordt Peter van Opperdoes gewaarschuwd dat hij verkeerde gedachten heeft over de zaak. Een anonieme man probeert hem te wurgen maar verdwijnt opeens spoorloos in de nacht.
Om van de schrik bij te komen gaat Peter nog iets drinken in café Papeneiland. Hij raakt daar zelfs nog in gesprek met de gemeentelijke apotheker Tjallema, die hem ongevraagd komt bijpraten over de nieuwste drug; “Miauw Miauw”, oftewel mephefdron. Peter had het pilletje uit de zak van de onbekende overleden man naar hem ingestuurd. Maar ook op zijn kleren waren sporen van die nieuwe drug aangetroffen.
In het huis van Michael Zand vinden de twee rechercheurs nog een tweede telefoonnummer. Dienstdoend piketofficier van justitie Hansen komt persoonlijk naar het politiebureau om over de zaak te overleggen. Hij dicteert dat Menno Post gevonden moet worden en geeft tegelijkertijd geen toestemming voor telefoontaps van de vermiste Michael. Met sluw recherchewerk komt Peter erachter dat vader Frits Zand met de tweede telefoon van Michael Zand rondloopt en dat OvJ Hansen daarvan op de hoogte is.
Peter besluit een bekende junk Harry onder druk te zetten. Dat lukt en na een herkenning op foto van het onbekende lijk leidt hij de twee rechercheurs naar een geheime schuilkelder op de plaats delict in het verlaten fabriekscomplex. Ze vinden er twee pistolen en een hoeveelheid kleine witte pilletjes. Peter van Opperdoes laat Harry lopen en beveelt hem contact te zoeken met de GGD om af te kicken. Vlak daarna vinden ze hem met een kogel in zijn achterhoofd doodgeschoten op straat. Op de nieuwe plaats delict komt commissaris Van Straaten persoonlijk meedelen dat nu echt Menno Post gearresteerd moet worden. Opdracht van Hansen. De Technische Recherche stelt dat bij de twee moorden hetzelfde kaliber kogel is gebruikt.
De volgende ochtend vroeg wordt Peter gebeld door iemand die zegt Menno Post te zijn. Ze maken een afspraak om 11 uur diezelfde avond in de oude tramremise aan het Bellamyplein. Hij ontkent de moord en zegt dat politie en anderen achter hem aanzitten. De twee rechercheurs richten hun aandacht op de verdwenen Michael Zand. Peter verliest zijn geduld en laat Jacob de voordeur van de woning van Diana Welling intrappen. Het blijkt dat ze op weg is naar Schiphol. Aldaar kunnen ze haar nog net onderscheppen voordat ze wegvliegt naar de Dominicaanse Republiek. Maar op bevel van de officier van justitie moeten ze deze getuige laten wegvliegen. Bovendien is er serieuzer werk aan de winkel. In een woning is een inval gedaan. Daar werden veel drugs gevonden en het bebloede paspoort van de dode onbekende man met afgesneden vingertoppen.
Diana Welling verdwijnt in haar vliegtuig. Voor Jacob is de zaak mooi rond. Menno Post pleegde de moord. Jacob twijfelt. Op het Staringplein vinden ze een verpakkingsbedrijfje voor de bekende witte pilletjes en het paspoort van de vermoorde Albanees, Durim Bilota. Het blijkt de woning te zijn van Menno Post. Peter van Opperdoes stelt nu OvJ Hansen op de hoogte. Voor hem is de zaak rond. Alleen Menno Post nog even oppakken, maar die krijgt hij wel veroordeeld.
Technisch rechercheurs Hugo Pastoors en Ton van der Maan krijgen opdracht vingerafdrukken te nemen van het gevonden paspoort, de pillen en de portemonnee. Geen DNA, dat onderzoek duurt Peter te lang. De aanwezige Rechter-commissaris vraagt belangstellend of de twee rechercheurs van de Nationale recherche zijn. Want hij vraagt zich af wat hij eigenlijk doet bij wat pillen. Als Peter bericht over moord begrijpt hij het wat beter. Maar twee gewone rechercheurs is hij duidelijk niet gewend tegen te komen als hulpjes van OvJ Hansen. Terug aan bureau Raampoort zit laatstgenoemde pontificaal het dossier nog eens door te nemen op de recherchekamer. Iedereen voelt zich wat ongemakkelijk met de situatie. Hansen stelt als afscheid dat Peter bekendstaat als een boevenvanger bij uitstek, dus verwacht hij de aanhouding van Menno Post. De twee technische rechercheurs komen vervolgens beleefd kloppend de recherchekamer binnen. Overal vingerafdrukken van Menno Post, behalve op het paspoort. Maar volgens Hugo Pastoors is de zaak toch duidelijk genoeg. En Durim Bilota is volgens Interpol een Albanese huurmoordenaar. Jacob is tevreden, Peter niet. Hij moet steeds aan een schaakbord denken met witte en zwarte velden. Aan het begin van de zaak waren ze samen in een kunsthandel aan de Westerstraat om camerabeelden op te vragen. Daar was een kunstwerk te koop, waarop de witte en zwarte velden voortdurend in elkaar overgingen.
Voor zijn ontmoeting met de telefoonbeller Menno Post in de tramremise om 23 uur vraagt Peter zich af wie er met wit en wie er met zwart schaakt. Schaakt de officier van justitie Hansen deze keer wel met wit? In de tramremise ontspint zich een lugubere woordenstrijd tussen drie mannen. Maar de vierde man wint. Jacob arresteert Frits Zand, die dreigde Peter van Opperdoes neer te knallen. Want de eerdere waarschuwing bij zijn woonhuis aan de Brouwersgracht had hij in de wind geslagen.
Op het bureau Raampoort bekent Frits Zand dat hij de kroongetuige is in de grote liquidatiezaak van OvJ Hansen. De tegenstanders van het OM dreigden vervolgens Frits zijn ex-vrouw en zijn zoon iets aan te doen. Daarom vermoordde hij de Albanese huurmoordenaar en liet zijn zoon verdwijnen. Frits hield steeds nauw contact met Hansen, die hem van het verloop van het moordonderzoek op de hoogte hield. Maar Peter van Opperdoes rekent hem de tweede moord op Harry aan. Daarom gaat hij de twee moorden toch voor de rechter brengen. Frits zal alles blijven ontkennen, maar Peter heeft de bekentenissen van Frits stiekem opgenomen.
In de nabespreking met sigaren op het terras van bureau Raampoort wil Jacob meer weten. Peter vertelt dat het vreemde kunstwerk hem aan het denken zette. Lucifers schaakbord; wie speelt met zwart? En later toen het paspoort van de Albanees geen vingerafdrukken bevatte van Menno Post. Een truc dus! Jacob wil nog weten of Peters vrouw aanwezig was in de tramremise. Peter denkt van wel maar ze hield zich muisstil.

## Televisieserie Bureau Raampoort
De verhaallijn wordt grotendeels gebruikt voor de televisieserie Bureau Raampoort, die eind 2014 voor het eerste werd uitgezonden door SBS6.